# Runaway selection

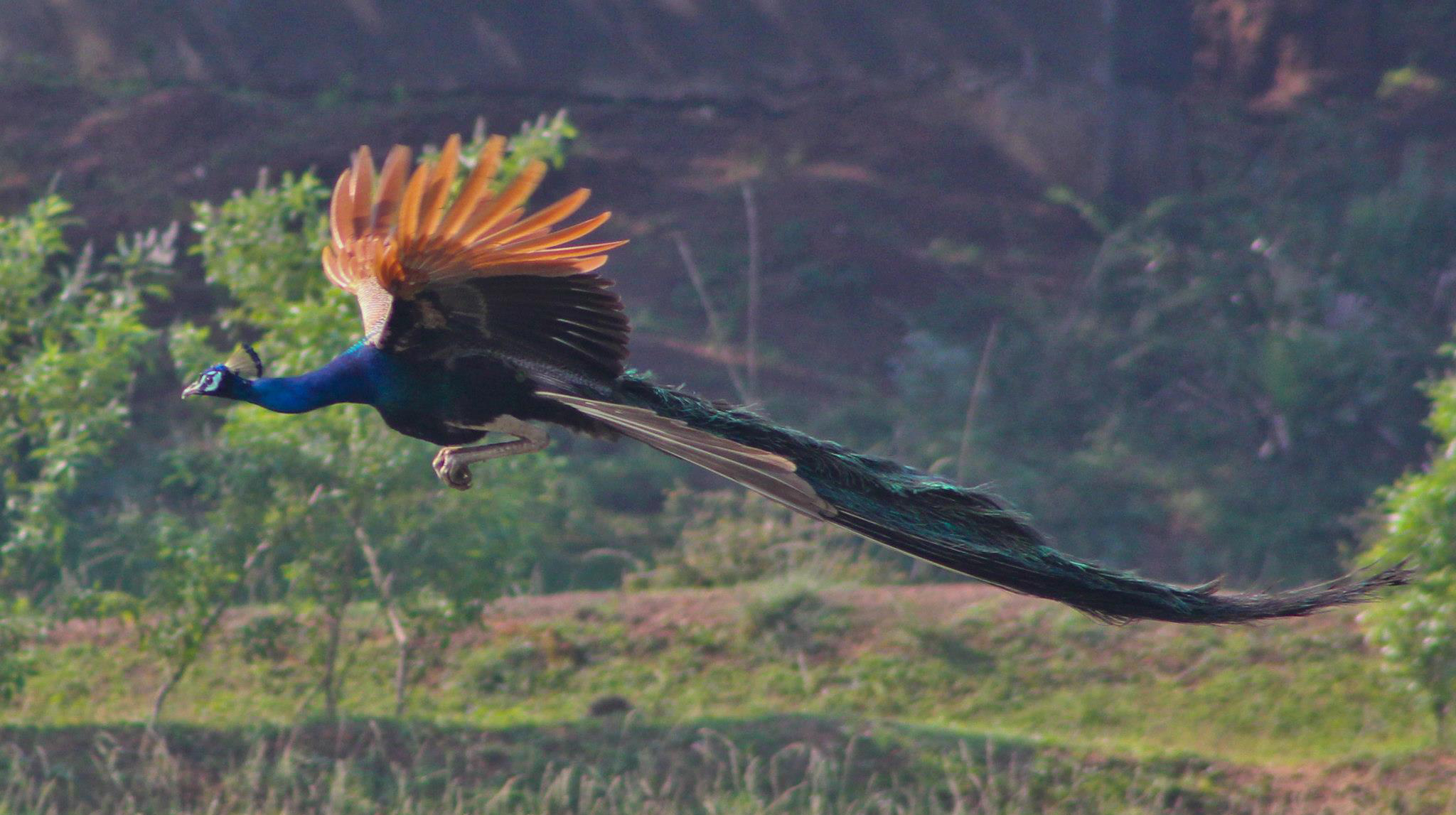
Problém pavího ocasu při letu, klasický příklad runaway selection

Runaway selection ("splašený výběr") nebo Fisherian runaway je teoretický mechanismus fungování pohlavního výběru, poprvé navržený Ronaldem Fisherem v raném 20. století a dnes pozorovaný u většiny pohlavně se rozmnožujících druhů. Jejím základním principem je volba samic, jejich preference pro ornamentované (ozdobené, obecně výjimečné) samce.
Runaway selection je hypotéza, že samice si vybírají "atraktivní" samce právě podle výjimečných znaků. Fisher se touto teorií snažil vyřešit paradox, že si samice vybírají například pávy s většími ocasy, což kupodivu vede ke snižování evoluční fitness pávů, což by teoreticky nemělo umožnit v první řadě touhu samic po těchto pávech. Fisher kromě tohoto mechanismu také navrhl, že tento proces působí jako lavinový efekt, protože pokud se do populace dostanou pávi s velkým peřím, budou následující generace pravděpodobně sdílet i geny samic, které velké ornamenty preferují (viz též Autoelexe).